# Brigade des révolutionnaires de Raqqa
Le Jabhat Thuwar al-Raqqa (arabe : جبهة ثوار الرقة, le « Front des révolutionnaires de Raqqa »), formé le 26 septembre 2012 sous le nom de Liwa Thuwar al-Raqqa (arabe : لواء ثوار الرقة, la « Brigade des révolutionnaires de Raqqa »), avant d'être rebaptisé en novembre 2015, est un groupe rebelle de la guerre civile syrienne.

## Fondation
La brigade est formée en le 26 septembre 2012, par l'union de plusieurs unités rebelles du nord du gouvernorat de Raqqa : les katiba al-Jihad fi Sabil Allah, al-Nasir Salah al-Din, al-Haq, Shuhada’ al-Raqqa, Saraya al-Furat et Ahrar al-Furat, plus tard rejointes par la katiba al-Risala, la katiba Souqour al-Jazira et la katiba Usud al-Tawhid.
En novembre 2015, le groupe fusionne avec l'Armée de tribus et prend le nom de Jabhat Thuwar al-Raqqa (« Front des révolutionnaires de Raqqa »).

## Affiliations
La Brigade des révolutionnaires de Raqqa est affiliée à l'Armée syrienne libre,,,. Le 25 décembre 2012, elle intègre une chambre d'opérations appelée le Front de libération de Raqqa,,,. Le 10 septembre 2014, la brigade des révolutionnaires de Raqqa et plusieurs autres groupes de l'ASL s'allient avec les Kurdes des YPG et forment la coalition Volcan de l'Euphrate, active dans la région de Kobané,,. Le 8 janvier 2016, la brigade annonce qu'elle rallie les Forces démocratiques syriennes,.

## Idéologie
Le groupe est nationaliste. Interrogé en 2015, le directeur du bureau des médias de la brigade des révolutionnaires de Raqqa affirme également que l'objectif de la brigade est l'instauration en Syrie d'un État démocratique civil, et non d'un État islamique. Bien qu'allié aux Kurdes des YPG, en 2015 le groupe prend également position contre une modification des contours du gouvernorat de Raqqa et contre le rattachement de Tall Abyad et de sa région au canton de Kobané et au Rojava,,.

## Effectifs et commandement
Le groupe est composé de combattants arabes et de Kurdes arabophones originaires de Raqqa et peut-être de Deir ez-Zor,. Le 20 octobre 2016 la Brigade des révolutionnaires de Raqqa annonce la formation d'une unité féminine : la Katiba Ahrar Raqqa.
Le premier chef de la brigade est Abou Diab, il est tué le 13 mai 2014 dans le village de Firee’n, au sud-ouest de Tall Abyad, lors de combats contre l'État islamique en Irak et au Levant. Le commandement passe ensuite à Abou Issa al-Raqqawi,. Le porte-parole du groupe est Abou Muazz. En octobre 2015, le chef de la brigade affirme être à la tête de 800 hommes.

## Actions
En mars 2013, la brigade des révolutionnaires de Raqqa, alors intégrée au Front de libération de Raqqa, participe à la prise de la ville de Raqqa. Mais dans les mois qui suivent, de fortes tensions opposent le groupe à Ahrar al-Cham et à l'État islamique en Irak et au Levant (EIIL). Fin 2013, les chefs de la Brigade des révolutionnaires de Raqqa et de quelques autres groupes prêtent allégeance au Front al-Nosra afin d'obtenir sa protection contre l'EIIL qui s'en est pris à plusieurs reprises à des brigades de l'ASL,,,. Cependant dans les faits, le Front al-Nosra et la Brigade des révolutionnaires de Raqqa ne fusionnent pas. En janvier 2014, les combats éclatent, mais à Raqqa les djihadistes de l'EIIL prennent l'avantage sur les rebelles et la brigade des Révolutionnaires est chassée de la ville,,.
Après sa défaite à Raqqa, la brigade des révolutionnaires s'implante dans la région de Sireen, dans le gouvernorat d'Alep mais elle en est là aussi chassée par une offensive menée par Abou Omar al-Chichani, où elle perd 40 hommes tués et 60 blessés. Le groupe trouve alors  refuge à Kobané, tenue par les Kurdes des YPG avec qui elle noue une alliance,,. En avril 2014, la brigade annonce qu'elle rompt officiellement avec le Front al-Nosra. De fin 2014 à début 2015, elle participe aux côtés des YPG à la bataille de Kobané, puis elle prend également part aux prises de Tall Abyad et d'Aïn Issa en juin 2015,,. Ces combats font environ 30 morts dans les rangs de la brigade. Le groupe affirme ensuite avoir pris part à l'offensive de Tichrine et à la bataille d'Al-Chaddadeh. Elle participe ensuite à l'offensive de Raqqa après avoir initialement refusé d'y prendre part en dénonçant la domination des forces kurdes et la faible implication des groupes arabes. Cependant, en décembre 2015, des combats éclatent aussi entre les anciens combattants de l'Armée des tribus — depuis ralliés au Front des révolutionnaires de Raqqa — et les YPG,.
Le groupe est également actif pour exfiltrer les déserteurs de l'État islamique,.
En juin 2018, de fortes tensions opposent à Raqqa la Brigade des révolutionnaires de Raqqa et les YPG. Après un attentat commis le 17 juin, les Forces démocratiques syriennes imposent un couvre-feu du 24 au 26 juin,. Au moins 5 000 hommes des FDS sont déployés à Raqqa et dans sa région,. L'opération cible alors « des cellules terroristes et des groupes qui ont pour but d'ébranler la sécurité et la stabilité » selon les FDS. Elle prend alors pour cible des hommes de Brigade des révolutionnaires de Raqqa, dont le chef, Abou Issa al-Raqqawi, et 700 combattants, sont arrêtés par les FDS,. Des combats ont également lieu, faisant quatre morts et sept blessés dans les rangs des FDS,. Abou Issa al-Raqqawi est cependant libéré le 3 juillet et est nommé à la tête d'un régiment à Tabqa.